# Ilinskoïe (raïon de Slobodskoï)
 (juin 2024).
Ilinskoïe (en russe : Ильи́нское) est un village de l'établissement rural d'Ilinskoïe du raïon de Slobodskoï de l'oblast de Kirov en Russie européenne. Sa population s'élevait à 1 168 habitants au recensement de 2010.

## Géographie
Ilinskoïe est située dans l'oblast de Kirov, un sujet de la Russie, dans le district fédéral de la Volga. Le village se trouve dans l'établissement rural d'Ilinskoïe, dont il est le chef-lieu, dans le raïon de Slobodskoï, un raïon du centre de l'oblast,. 
Ilinskoïe, comme tout l'oblast de Kirov, est située dans le fuseau horaire MSK (heure de Moscou). Le décalage horaire appliqué par rapport au temps universel coordonné est +03:00.

## Démographie
Recensements (*) et estimations de la population,:
| 2002 * | 2010* | - | - |
| ------ | ----- | - | - |
| 1 285  | 1 168 | - | - |

## Culture locale et patrimoine
Le village possède l'église d'Élie de 1772, qui est classée comme objet patrimonial culturel de Russie d'importance fédérale sous le no 431410092600006 depuis 1995.